# Algenkalk

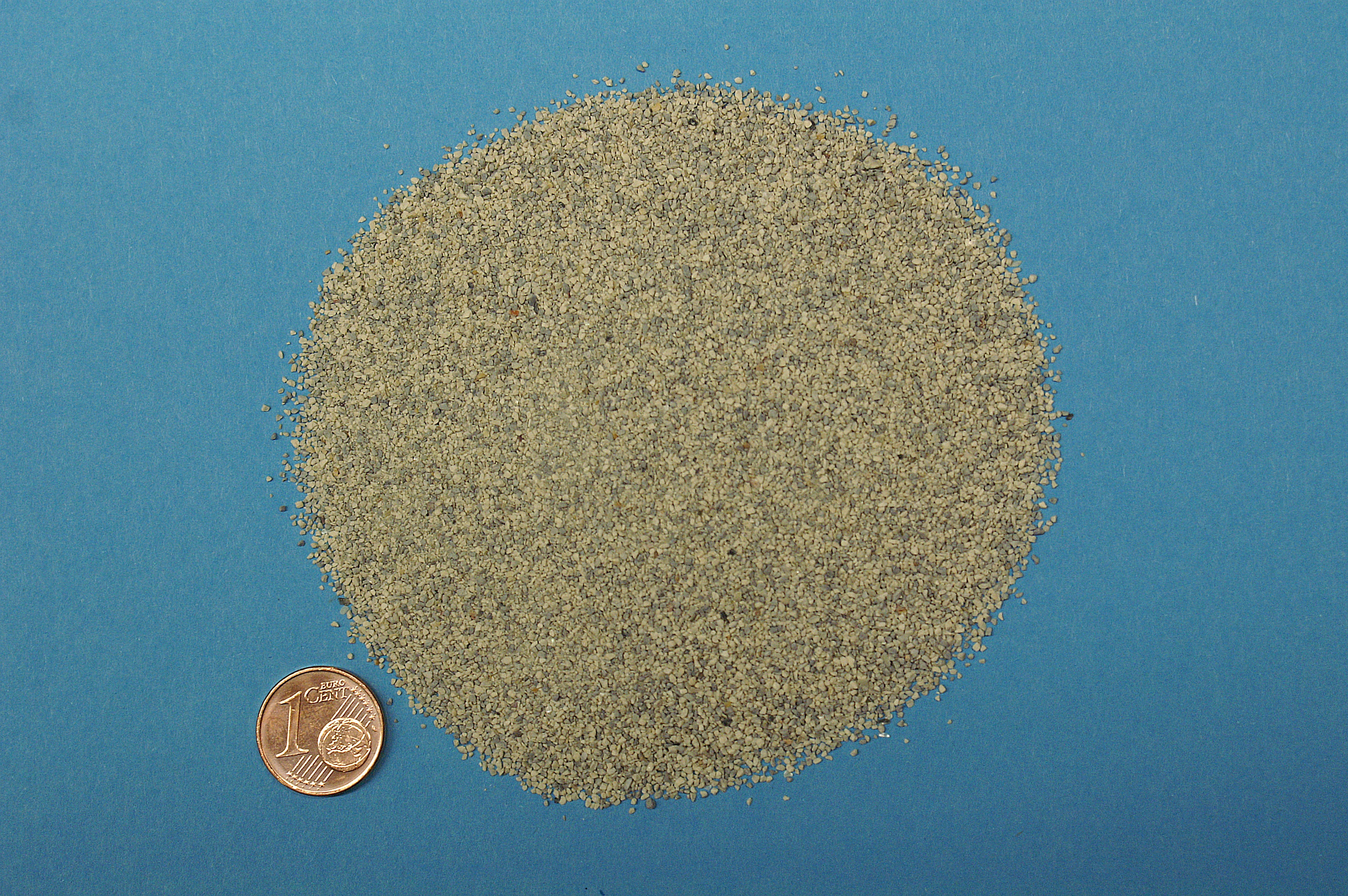
Meeresalgenkalk mit 82 % Calciumcarbonat und 11 % Magnesiumcarbonat

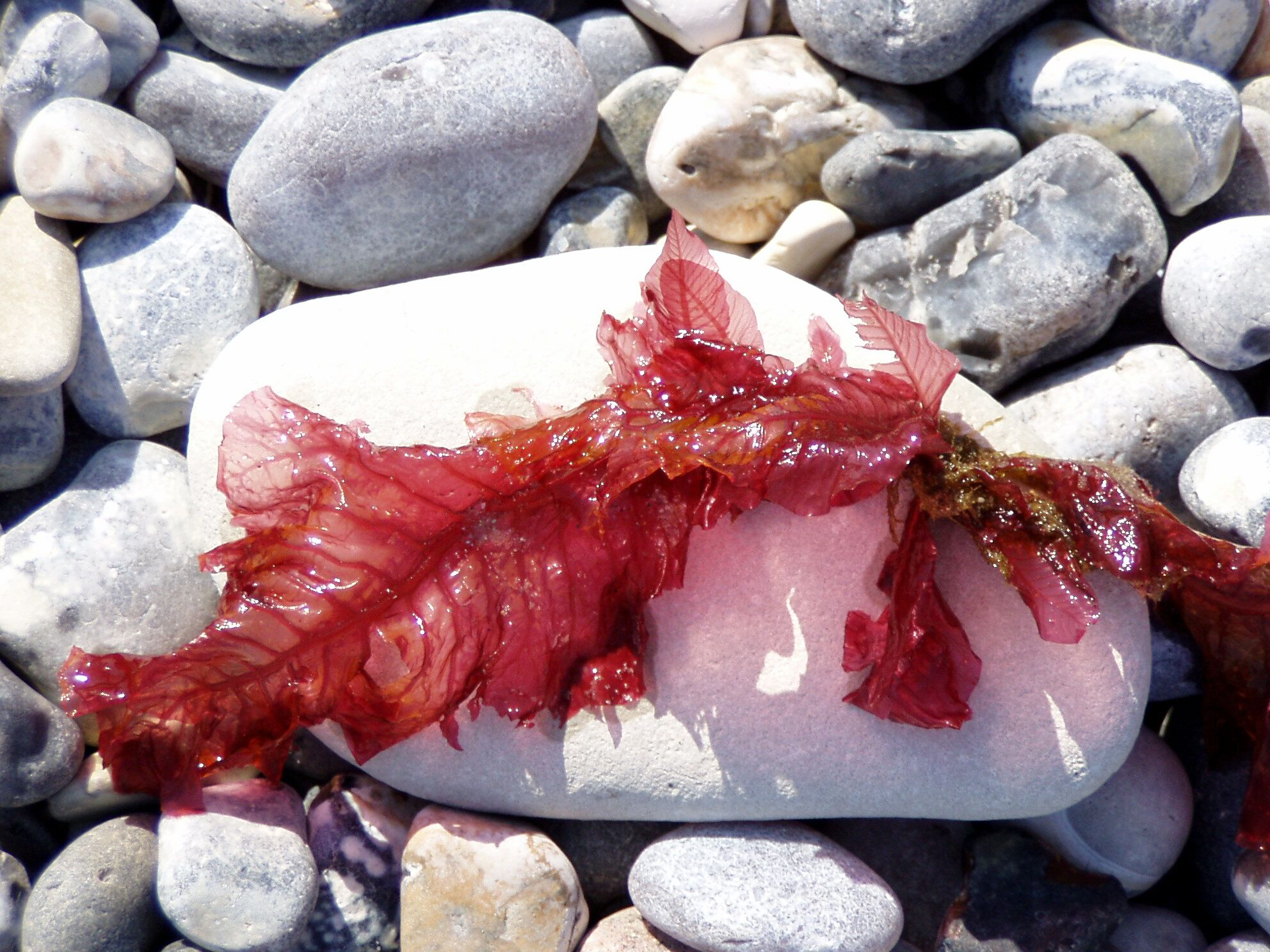
Angespülte Rotalge

Algenkalk ist ein Hilfs- und Düngestoff, der aus Ablagerungen von Rotalgen hergestellt wird und auch in der ökologischen Landwirtschaft zur Kalkung von Böden zugelassen ist.
Als Naturkalk enthält Algenkalk ca. 70–80 % Calciumcarbonat, ca. 6–10 % Magnesiumcarbonat, ca. 3–4 % Kieselsäure sowie eine Vielzahl von Spurenelementen wie Bor, Iod, u. a.

## Einsatzbereiche
Algenkalk kann in der Landwirtschaft sowohl zur Pilz- und Insektenabwehr (Einstäuben der Pflanzen) als auch zur Bodenverbesserung und gegen Bodenmüdigkeit eingesetzt werden. Durch die Verwendung von Algenkalk lassen sich der Ertrag, die Bodenvitalität, sowie die Qualität und Lagerfähigkeit der Ernte verbessern. Zudem enthält Algenkalk kaum Nährstoffe, die im Rahmen der Düngemittelverordnung gesetzlich reglementiert wurden, um eine Überdüngung zu vermeiden.
Im Gartenbau eignet sich Algenkalk gut zur Bodenverbesserung, sowie zur Düngung und Schädlingsabwehr z. B. beim Gemüseanbau. Die Dosierung wird mit 3–5 kg/a pro Jahr von den Herstellern angegeben. Die biologische Bodenaktivität der Mikroorganismen, sowie die Speicherfähigkeit für Wasser und Luft werden außerdem durch die Verwendung verbessert, wovon das Wachstum der Pflanzen insgesamt profitiert. Auch als Zusatz zum Kompost oder zum Gießwasser wird Algenkalk zur Anreicherung mit Spurenelementen und als Gegenmaßnahme bei Bodenversauerung eingesetzt.
Da Algenkalk den pH-Wert im Boden erhöht, sollte er nicht zum Düngen von kalkempfindlichen und säureliebenden Pflanzen wie z. B. Rhododendron, Pfingstrosen und Heidekräuter, eingesetzt werden.